# Rotnasenratten
Die Rotnasenratten (Oenomys) – nicht zu verwechseln mit der Rotnasenmaus – sind eine Nagetiergattung aus der Gruppe der Altweltmäuse (Murinae). Die Gattung umfasst zwei Arten. 

## Allgemeines
Rotnasenratten erreichen eine Kopfrumpflänge von 11 bis 22 Zentimetern. hinzu kommt ein 14 bis 21 Zentimeter langer Schwanz. Das Gewicht beträgt 50 bis 120 Gramm. Ihr weiches, feines Fell ist an der Oberseite rötlichbraun gefärbt, die Unterseite ist weißlich bis hellbraun. Namensgebendes Merkmal sind rötlich gefärbten Wangen oder Nase. Der Schwanz ist faktisch unbehaart und schuppig, die Ohren sind groß und rundlich.
Rotnasenratten leben in Afrika südlich der Sahara, ihr Verbreitungsgebiet erstreckt sich von Sierra Leone und Äthiopien bis Angola und Tansania. Ihr bevorzugter Lebensraum sind mit dichtem Unterholz bestandene Wälder. Sie können gut klettern und halten sich zeitweise auf den Bäumen auf. Sie können sowohl tag- als auch nachtaktiv sein, zum Schlafen ziehen sie sich in selbstgemachte Nester aus Gräsern und Blättern zurück. Vermutlich leben sie weitgehend einzelgängerisch. Die Nahrung dieser Tiere besteht aus grünen Pflanzenteilen, aber auch Insekten.

## Systematik
Innerhalb der Altweltmäuse sind die Rotnasenratten die Namensgeber der Oenomys-Gattungsgruppe, die daneben noch die Akazienmäuse (Grammomys), die Oku-Ratten (Lamottemys), die Akazienratten (Thallomys), die Dickichtratten (Thamnomys) sowie die ausgestorbenen Kanarischen Riesenratten (Canariomys) und Kanarischen Lavamäuse (Malpaisomys) umfassen.
Nach genetischen Untersuchungen von Lecompte et al. (2008) sind die Tiere der Oenomys-Gruppe Teil einer vorwiegend afrikanischen Radiation der Altweltmäuse, zu der auch die Aethomys-Gruppe, die Arvicanthis-Gruppe, die Dasymys-Gruppe, die Golunda-Gruppe und die Hobomys-Gruppe gerechnet werden und die als Arvicanthini zusammengefasst werden. Mit den Eigentlichen Ratten (Rattus) besteht hingegen nur eine sehr entfernte Verwandtschaft.
Es werden zwei Arten unterschieden:
- Oenomys hypoxanthus ist von Nigeria bis Angola und Tansania verbreitet.
- Oenomys ornatus lebt im westlichen Afrika, von Sierra Leone bis Ghana.

Keine der beiden Arten ist laut IUCN gefährdet.